# SUPER TODAY FUJI
SUPER TODAY FUJI（スーパートゥデイフジ）は、MORNING EXPRESSの時間枠を引き継ぎ、2001年4月2日より2011年3月31日までFM-FUJIで平日6：00～10：00に放送されていたラジオ番組。後番組はYes! Morning.

## パーソナリティー
（番組終了時）
- 渡部郁子（月～水）
- 中野耕史（木・金）

（その他）
- 武村貴世子（～2010年3月）
- 竹井志織
- 浅利そのみ

など

## コーナー
（2010年3月）
- 6：15　NEWS HEADLINE
- 6：30　MORNING FLASH～新聞ナナメ読み！
- 6：50　ラジオ名作劇場
- 7：00　NEWS HEADLINE
- 7：10　TRAFFIC INFORMATION
- 7：18　かいじメッセージ
- 7：30　TRAFFIC＆WEATHER INFORMATION
- 7：36　NEWS HEADLINE
- 7：43　TOYOTA SPORTS ENERGY
- 7：55　今日の知っとこ！
- 8：00　NEWS HEADLINE
- 8：10　TRAFFIC INFORMATION
- 8：17　12 STARS
- 8：23　MORNING FLASH～新聞ナナメ読み！
- 8：40　TRAFFIC & WEATHER INFORMATION
- 9：00　NEWS HEADLINE
- 9：05　TODAY'S FOCUS
- 9：20　富士の国やまなし
- 9：30　RADIO SHOPPER'S NAVI
- 9：40　TRAFFIC & WEATHER INFORMATION